# Phoenix-Park
Der PHOENIX Park ist eine 60 Hektar große Parkanlage in Dortmund. Er wurde im Herbst 2009 eröffnet. Der Park ist Bestandteil des Emscher Landschaftsparks. 
Die Stadt Dortmund gemeinsam mit der LEG Stadtentwicklung GmbH & Co. KG (heute NRW.URBAN GmbH) führte ein Wettbewerbsverfahren. Die Jury entschied sich für den Entwurf der Landschaftsarchitekten Lohrer.Hochrein aus Magdeburg.
Die ehemalige Deponie Hympendahl oder die Brückenköpfe der früheren Schlackenbahn dienen als Aussichtspunkte. Nördlich schließt der Westfalenpark an. Südlich entstand auf dem ehemaligen Werksgelände Phoenix-West ein neues Gewerbegebiet.